# Yuri Shurkalov
Yuri Shurkalov –en ruso, Юрий Шуркалов– (18 de septiembre de 1949) es un deportista soviético que compitió en remo. Participó en los Juegos Olímpicos de Montreal 1976, obteniendo una medalla de plata en la prueba de dos con timonel.

## Palmarés internacional
| Juegos Olímpicos | Juegos Olímpicos  | Juegos Olímpicos | Juegos Olímpicos |
| Año              | Lugar             | Medalla          | Prueba           |
| ---------------- | ----------------- | ---------------- | ---------------- |
| 1976             | Montreal (Canadá) | Medalla de plata | Dos con timonel  |